# Яровит
Ярови́т, Геровит, искажённое Веровит или Иеровит (лат. Gerovitus, Herovith) — бог войны у балтийских славян.
А. С. Фаминцын пишет:
В Гавельберге в честь этого бога в середине апреля отправлялось торжество, причём город отовсюду был окружён знаменами. Это последнее обстоятельство указывает на воинственный характер Яровита. О Яровите, почитавшемся в Волегасте, читаем у Герборда, что в святилище этого бога, на стене, висел огромной величины щит, обтянутый золотом и искуснейшей работы; никому из смертных не дозволено было прикасаться к нему в обыкновенное время, ибо язычники соединяли с этим какое-то религиозное предзнаменование; щит был посвящён богу Яровиту, «по-латыни называемому Марсом» — прибавляет Герборд — и только в военное время мог быть тронут с места. Тогда его несли впереди войска и верили, что через это останутся победителями в битвах.
Помимо этого, Яровит, по-видимому, был связан с плодородием. Яровиту был посвящён весенний праздник плодородия; в одном из источников приводится речь жреца Яровита, согласно которой Яровит властвует над зеленью и плодами земли:
Я бог твой, я тот, который одевает поля муравою и листвием леса; в моей власти плоды нив и дерев, приплод стад и все, что служит в пользу человека: все это даю чтущим меня и отнимаю от отвергающих меня.
Празднество Яровита приходилось на 15 апреля и совпадает с Юрьевым днём (также может соотноситься с праздником восточнославянского бога Ярилы 27 апреля). Схожесть функций и атрибутов Яровита и Ярилы может говорить об их тождественности.

## Имена
В латинских средневековых сочинениях отождествлялся с римским Марсом. Как и другие слова с корнем яр (jar), имя бога связывают с представлениями о весеннем плодородии (ср. русское «яровой», «ярый», «весенний, посеянный весной», укр. ярь «весна»), хлебе (яровой хлеб, ярина — ячмень, овёс; ярь, ярица и др. обозначения хлебов), животных (бычок-яровик, ярка и т. п.); сравнимо также с русским «ярый» в значении «сердитый, горячий, огненный», укр. ярий, «весенний, молодой, полный сил, страстный», и те же значения слов с корнем яр у южных и западных славян.